# 9 januari
9 januari är den 9:e dagen på året i den gregorianska kalendern. Det återstår 356 dagar av året (357 under skottår).

## Återkommande bemärkelsedagar

### Självständighetsdagar
- Serbiska republiken: Serbiska republikens självständighetsdag (9 januari 1992 utropades Republika srpskog naroda Bosne i Hercegovine (svenska: Republiken för serbiska folket i Bosnien och Hercegovina) - sammanfaller med firandet av helgonet Stefanos.)

### Flaggdagar
- Panama: Martyrdagen (till minne av de som dödades under protesterna mot USA:s överhöghet över Panamakanalzonen 1969)

## Namnsdagar

### I den svenska almanackan
- Nuvarande – Gunnar och Gunder
- Föregående i bokstavsordning
  - Gun – Namnet infördes på dagens datum 1986, men flyttades 1993 till 2 april och 2001 till 1 juni.
  - Gunder – Namnet infördes 1986 på 2 april. 1993 bytte det plats med Gun, då det flyttades till dagens datum, där det har funnits sedan dess.
  - Gunnar – Namnet förekom på 1790-talet på 29 december, men utgick sedan. 1901 infördes det på dagens datum, där det har funnits sedan dess.
  - Gunno – Namnet infördes på dagens datum 1986, men utgick 1993.
  - Julianus – Namnet fanns, till minne av en romersk martyr från 200-talet, på dagens datum före 1901, då det utgick.
- Föregående i kronologisk ordning
  - Före 1901 – Julianus
  - 1901–1985 – Gunnar
  - 1986–1992 – Gunnar, Gun och Gunno
  - 1993–2000 – Gunnar och Gunder
  - Från 2001 – Gunnar och Gunder
- Källor
  - Brylla, Eva (red.): Namnlängdsboken, Norstedts ordbok, Stockholm, 2000. ISBN 91-7227-204-X
  - af Klintberg, Bengt: Namnen i almanackan, Norstedts ordbok, Stockholm, 2001. ISBN 91-7227-292-9

### Finlandssvenska almanackan
- Nuvarande från 1929[1] – Bror
- I föregående revideringar[a][2]
  - inga ändringar sedan 1929

## Händelser
- 1431 – Sedan engelsmännen under det pågående hundraårskriget mot Frankrike den 23 maj året före har tillfångatagit den franska bondflickan tillika härledaren Jeanne d'Arc inleds en rättegång mot henne i Rouen, där de engelska ockupationsstyrkorna har sitt säte. Hon döms så småningom till döden för kätteri och avrättas genom att brännas på bål den 30 maj.
- 1439 – Ett bondeuppror i Finland, som utbröt året före, slås ned av riksföreståndaren Karl Knutssons trupper.
- 1522 – Sedan Leo X har avlidit året före väljs Adriaan Florenszoon Boeyens till påve och tar namnet Hadrianus VI.
- 1544 – Riksdagen 1544 hålls under bar himmel i Stallhagen, väster om Västerås slott.
- 1636 – Svenska kronan ger oktroj (handelsprivilegium) åt Nya Kopparkompaniet att årligen i tre och ett halvt år köpa 6 000 skeppund (cirka 900 ton) koppar från Amsterdam.
- 1644 – Svenskarna besegrar danskarna i slaget vid Kolding under det pågående Torstensonska kriget.
- 1760 – En afghansk här besegrar trupper från Marathariket i slaget om Barari Ghat.
- 1788 – Connecticut ratificerar den amerikanska konstitutionen och blir därmed den 5:e delstaten som upptas i den amerikanska unionen.
- 1792 – Freden i Jassy.
- 1806 – Sedan den brittiske amiralen Horatio Nelson har stupat under slaget vid Trafalgar den 21 oktober året före får han denna dag en statsbegravning i Sankt Paulskatedralen i London.
- 1812 – Franska trupper besätter Svenska Pommern, trots att Sverige och Frankrike för tillfället formellt har slutit fred. Napoleons avsikt med besättandet är att skrämma Sverige till att gå med på Frankrikes sida i kriget mot Ryssland. Effekten blir dock den motsatta, eftersom Sverige den 18 juli samma år sluter fred med Storbritannien och året därpå går i krig mot Frankrike.
- 1839 – Franska vetenskapsakademin presenterar Louis Jacques Mandé Daguerres och Nicéphore Niépces uppfinning daguerrotypin, en mycket tidig form av fotografering.
- 1858 – Republiken Texas siste president Anson Jones, som var emot den amerikanska annekteringen av Texas 1845, begår självmord i bitterhet över att inte ha lyckats bli Texas representant i den amerikanska senaten.
- 1861 – Mississippi blir den andra delstaten som formellt utträder ur den amerikanska unionen för att istället bli en del av Amerikas konfedererade stater (engelska: The Confederate States of America [CSA]).[3] Under de följande månaderna lämnar fler och fler stater unionen och den 12 april utbryter det amerikanska inbördeskriget mellan USA och CSA.
- 1863 – Pansarfartyg från nordstaterna inleder ett bombardemang av sydstatsfortet Ford Hindman i Arkansas under amerikanska inbördeskriget. Den 11 januari faller fortet i nordstaternas händer.
- 1878 – Umberto I blir kung av Italien sedan hans far Viktor Emanuel II har avlidit samma dag.
- 1900 – Lorensbergs Cirkus i Göteborg brinner ner.
- 1921 – August Strindbergs samlade skrifter, redigerade av John Landquist, ges ut totalt i 55 band, knappt nio år efter författarens död.
- 1924 – Sedan det svenska riksdagspartiet Liberala samlingspartiet har splittrats på frågan om ett svenskt alkoholförbud bildas Frisinnade folkpartiet, som är för ett förbud, medan förbudsmotståndarna bildar Liberala riksdagspartiet. Den liberala riksdagsorganisationen Frisinnade landsföreningen knyts samman med Frisinnade folkpartiet, eftersom den också är för ett förbud. 1934 går de båda liberala partierna åter samman och bildar Folkpartiet.
- 1939 – grundas Svenska Inköpscentralernas Aktiebolag Ica i Västerås.
- 1945 – Under andra världskriget inleder USA en invasion av den filippinska ön Luzon och inleder därmed återerövringen av Filippinerna från Japan.
- 1951 – Förenta nationernas högkvarter i New York invigs, sedan organisationen har grundats fem och ett halvt år tidigare.
- 1954
  - Den första elektroniska matematikmaskinen visas upp.
  - Ångaren Nedjan av Simrishamn går under i svår storm utanför Eggegrund, varvid hela besättningen på 26 man omkommer.
- 1960 – Byggandet av den egyptiska Assuandammen på Nilen inleds.
- 1967 – Två poliser och en väktare skjuts ihjäl när de överraskar tre män under ett inbrott i Handen söder om Stockholm.
- 1969 – Det svenska Högerpartiet byter namn till Moderata samlingspartiet.
- 1975 – Universiteten i Uppsala och Linköping startar för första gången 20-poängskurser i ämnet könsroller.
- 1983 – De skånska lokaltågen Pågatågen införs.
- 1990 – Rymdfärjan Columbia skjuts upp på uppdrag STS-32[4]
- 1992 – Serbiska republiken - Republiken för serbiska folket i Bosnien och Hercegovina utropas.
- 1998 – Socialdemokraterna och de borgerliga når efter fyra år enighet i den svenska riksdagen om ett nytt pensionssystem där pensionstagarna själva får placera 2,5 procent av pensionspengarna i valfria fonder. För människor födda 1938 och senare ska ålderspensionen beräknas på grundval av hela livsinkomsten, men det ska finnas en garantipension för dem som har det sämst ställt.
- 2007 – Fotbollsarenan Gamla Ullevi i Göteborg börjar rivas, för att ge plats åt en ny arena, som får samma namn, för att fortsatt särskilja den från arenan Nya Ullevi från 1958. Den nya arenan invigs 2009.
- 2018
  - USA:s president Donald Trump signerar en lag som ger National Historical Park-status till Martin Luther Kings födelseplats i Atlanta i Georgia.[5]
  - Förre partiledaren Lars Ohly lämnar Vänsterpartiet sedan han portats från partiets arrangemang efter att ha anklagats för sexuella trakasserier.[6]

## Födda
- 1554 – Gregorius XV, påve
- 1590 – Simon Vouet, fransk målare
- 1600 – Ebba Abrahamsdotter Brahe, svensk adelsdam, gift med riksrådet Axel Gustafsson Banér
- 1728 – Thomas Warton, engelsk litteraturhistoriker
- 1821 – William Sharon, amerikansk republikansk politiker och affärsman, senator för Nevada
- 1842 – Edvard Thermænius, svensk fabriksägare och riksdagspolitiker
- 1854 – Jennie Jerome Churchill, amerikansk-brittisk societetsdam, mor till den brittiske premiärministern Winston Churchill
- 1872 – Ivar Lykke, norsk høyrepolitiker, Norges statsminister
- 1876 – Hans Bethge, tysk litteraturvetare
- 1885 – Bengt Berg, svensk ornitolog, författare och fotograf
- 1890
  - Karel Čapek, tjeckisk författare.
  - Kurt Tucholsky, tysk journalist och författare
- 1895 – Greta Johansson, svensk simhoppare och simmare, guldmedaljör i raka hopp vid sommar-OS 1912 och därmed Sveriges första kvinnliga olympiska guldmedaljör
- 1897
  - Dwight H. Green, amerikansk republikansk politiker, guvernör i Illinois
  - Tyra Lundgren, svensk keramiker, skulptör, glaskonstnär, målare och författare
- 1898 – Gracie Fields, brittisk skådespelare och sångare
- 1899 – John A. Danaher, amerikansk republikansk politiker och jurist, senator för Connecticut
- 1901 – Chic Young, amerikansk serietecknare, skapare av serien Blondie
- 1902 – Josemaría Escrivá, spansk katolsk präst och helgon, grundare av den katolska organisationen Opus Dei
- 1908 – Simone de Beauvoir, fransk författare
- 1913 – Richard Nixon, amerikansk republikansk politiker, USA:s vicepresident och president
- 1915 – Olga Marie Mikalsen, norsk sångare
- 1920 – Clive Dunn, brittisk skådespelare
- 1922 – Har Gobind Khorana, indisk-amerikansk biokemist, mottagare av Nobelpriset i fysiologi eller medicin 1968
- 1923 – Gaby Stenberg, svensk skådespelare
- 1925 – Lee Van Cleef, amerikansk skådespelare
- 1932 – John Evert Härd, svensk germanist, professor i tyska vid Uppsala universitet
- 1935 – Bob Denver, amerikansk skådespelare
- 1939 – Annette Kullenberg, svensk journalist och författare
- 1941
  - Joan Baez, amerikansk folkmusiker, gitarrist och kompositör
  - Susannah York, brittisk skådespelare
  - Jan Bernadotte, svensk greve, son till Lennart Bernadotte
- 1943
  - Eva Persson, svensk skådespelare och dramapedagog (död 2016)
  - Jerry Yester, amerikansk musiker, medlem i gruppen The Lovin' Spoonful
- 1944 – Jimmy Page, gitarrist i grupperna The Yardbirds och Led Zeppelin
- 1947 – Christer Rahm, svensk skådespelare
- 1950 – Wolfgang Rohde, tysk musiker, trumslagare i gruppen Die Toten Hosen (död 2016)
- 1952
  - Hugh Bayley, brittisk parlamentsledamot för Labour
  - Mike Capuano, amerikansk demokratisk politiker, kongressledamot
- 1953 – Bill Graves, amerikansk republikansk politiker, guvernör i Kansas
- 1955 – J.K. Simmons, amerikansk skådespelare
- 1956 – Tommy Hansson, svensk fotbollsspelare, kopia av Svenska Dagbladets guldmedalj 1979
- 1959
  - Göran Hallberg, svensk filmfotograf
  - Rigoberta Menchú, guatemalansk politiker och aktivist, mottagare av Nobels fredspris 1992
- 1963 – Eric Erlandson, amerikansk gitarrist
- 1965
  - Nester Alexander Haddaway, tysk eurodance-artist med artistnamnet Haddaway
  - Joely Richardson, brittisk skådespelare
- 1966 – Jan Johansen, svensk sångare
- 1969 – Ousman Sonko, gambisk politiker
- 1973 – Indra Birowo, indonesisk skådespelare
- 1976 – Kristofer Ottosson, svensk ishockeyspelare
- 1989 – Nina Dobrev, kanadensisk skådespelare

## Avlidna
- 1202 – Birger Brosa, svensk jarl
- 1514 – Anna av Bretagne, regerande hertiginna av Bretagne, Frankrikes drottning samt Neapels drottning
- 1799 – Maria Gaetana Agnesi, italiensk matematiker
- 1820 – Charles-Louis Clérisseau, fransk arkitekt och målare
- 1822 – James Garrard, amerikansk politiker, guvernör i Kentucky
- 1848 – Caroline Herschel, brittisk astronom
- 1873 – Napoleon III, Frankrikes president och kejsare av Frankrike
- 1878 – Viktor Emanuel II, kung av Sardinien och av Italien
- 1889 – Alessandro Gavazzi, italiensk agitator
- 1891 – Carl Vilhelm Trenckner, dansk orientalist
- 1904
  - Charles Foster, amerikansk republikansk politiker, USA:s finansminister
  - John Brown Gordon, amerikansk general och politiker, senator för Georgia och guvernör i samma delstat
- 1905 – Louise Michel, fransk anarkist
- 1908 – Wilhelm Busch, tysk författare och tecknare, skapare av Max och Moritz
- 1924 – Basil Lanneau Gildersleeve, amerikansk klassisk filolog
- 1927 – Percival W. Clement, amerikansk politiker, guvernör i Vermont
- 1939 – Kirtland I. Perky, amerikansk demokratisk politiker och jurist, senator för Idaho
- 1943 – Nils Flyg, svensk riksdagsman och partiordförande för Socialistiska partiet
- 1945 – Jüri Uluots, estnisk jurist och politiker, estnisk premiärminister och tillförordnad statschef för Estlands exilregering
- 1948 – Frida Falk, svensk operettsångerska
- 1961 – Emily Greene Balch, amerikansk akademiker, författare och pacifist, mottagare av Nobels fredspris 1946
- 1965 – Karl-Ewert Christenson, svensk skådespelare och sångtextförfattare
- 1977 – Heinrich Bleichrodt, tysk ubåtsbefälhavare
- 1986 – Michel de Certeau, fransk jesuit, filosof, psykoanalytiker och samhällsvetare
- 1987 – Erik Liebel, svensk skådespelare
- 1993 – Viveca Serlachius, svensk skådespelare
- 1998 – Kenichi Fukui, japansk kemist, mottagare av Nobelpriset i kemi 1981
- 2004 – Norberto Bobbio, italiensk rättsfilosof
- 2006 – Andy Caldecott, australisk motorcyklist
- 2009 – Gunnar Nielsen, svensk skådespelare
- 2011 – Peter Yates, brittisk filmregissör
- 2012 – Malam Bacai Sanhá, guinea-bissauisk politiker, Guinea-Bissaus president
- 2013
  - Robert L. Rock, amerikansk demokratisk politiker
  - James M. Buchanan, amerikansk ekonom, mottagare av Sveriges riksbanks pris i ekonomisk vetenskap till Alfred Nobels minne 1986
- 2014
  - Amiri Baraka, amerikansk poet, dramatiker, romanförfattare, essäist och musikkritiker
  - Dale Mortensen, amerikansk nationalekonom, mottagare av Sveriges riksbanks pris i ekonomisk vetenskap till Alfred Nobels minne 2010
- 2016 – Angus Scrimm, amerikansk skådespelare och journalist
- 2018 – Odvar Nordli, norsk politiker, statsminister
- 2020 – Mike Resnick, amerikansk science fiction-författare
- 2022
  - Toshiki Kaifu, japansk premiärminister
  - Karl-Erik Bender, svensk affärsman och entreprenör, grundare av byggkonstruktionsföretaget Benders samt av Stall & Stuteri Palema
- 2023 – K. Alexander Müller, schweizisk fysiker, mottagare av Nobelpriset i fysik 1987
- 2025 – Barbro Larsson, svensk skådespelare och regissör